# Saison 2015-2016 du Thunder d'Oklahoma City
La saison 2015-2016 du Thunder d'Oklahoma City est la 49e saison de la franchise en National Basketball Association (NBA) et la 8e saison dans la ville d'Oklahoma City.

## Draft
| Tour | Choix | Joueur         | Poste | Nationalité | Provenance             |
| ---- | ----- | -------------- | ----- | ----------- | ---------------------- |
| 1    | 14    | Cameron Payne  | PG    | États-Unis  | Racers de Murray State |
| 2    | 47    | Dakari Johnson | C     | États-Unis  | Wildcats du Kentucky   |

## Pré-saison
| Pré-saison Total: 3-1 (Domicile : 2-0 ; Extérieur : 1-1) |

| Match | Date match | Équipe      | Score    | Meilleur marqueur      | Meilleur rebondeur    | Meilleur passeur       | Lieux Spectateurs           | Série |
| ----- | ---------- | ----------- | -------- | ---------------------- | --------------------- | ---------------------- | --------------------------- | ----- |
| 1     | 7 octobre  | @ Minnesota | V 129-99 | Serge Ibaka (18)       | Russell Westbrook (8) | Russell Westbrook (13) | Target Center 8 601         | 1 - 0 |
| 2     | 9 octobre  | İstanbul    | V 111-81 | Dion Waiters (19)      | Steven Adams (8)      | Durant, Westbrook (5)  | Chesapeake Energy Arena N.C | 2 - 0 |
| 3     | 13 octobre | Dallas      | V 100-88 | Russell Westbrook (19) | Enes Kanter (11)      | D. J. Augustin (8)     | BOK Center 17 978           | 3 - 0 |
| 4     | 16 octobre | @ Memphis   | D 78-94  | Anthony Morrow (16)    | Adams, Roberson (7)   | Cameron Payne (6)      | FedExForum 14 996           | 3 - 1 |
| 5     | 18 octobre | Denver      |          |                        |                       |                        | Chesapeake Energy Arena     | -     |
| 6     | 20 octobre | @ Utah      |          |                        |                       |                        | EnergySolutions Arena       | -     |

## Saison régulière
- Le 18 mars 2016, ils se qualifient pour les playoffs après une 47e victoire contre les 76ers de Philadelphie

| Saison régulière Total: 55-27 (Domicile : 32-9 ; Extérieur : 23-18) |

| Match | Date match | Équipe      | Score           | Meilleur marqueur      | Meilleur rebondeur | Meilleur passeur       | Lieux Spectateurs              | Série |
| ----- | ---------- | ----------- | --------------- | ---------------------- | ------------------ | ---------------------- | ------------------------------ | ----- |
| 1     | 28 octobre | San Antonio | V 112-106       | Russell Westbrook (33) | Enes Kanter (16)   | Russell Westbrook (10) | Chesapeake Energy Arena 18 203 | 1 - 0 |
| 2     | 30 octobre | @ Orlando   | V 139-136 (2OT) | Russell Westbrook (48) | Durant, Ibaka (12) | Russell Westbrook (8)  | Amway Center 18 846            | 2 - 0 |

| Match | Date match   | Équipe       | Score     | Meilleur marqueur      | Meilleur rebondeur     | Meilleur passeur       | Lieux Spectateurs              | Série  |
| ----- | ------------ | ------------ | --------- | ---------------------- | ---------------------- | ---------------------- | ------------------------------ | ------ |
| 3     | 1er novembre | Denver       | V 117-93  | Kevin Durant (25)      | Enes Kanter (10)       | Russell Westbrook (8)  | Chesapeake Energy Arena 18 203 | 3 - 0  |
| 4     | 2 novembre   | @ Houston    | D 105-110 | Kevin Durant (29)      | Serge Ibaka (14)       | Russell Westbrook (11) | Toyota Center 17 224           | 3 - 1  |
| 5     | 4 novembre   | Toronto      | D 98-103  | Kevin Durant (27)      | Adams, Durant (7)      | Russell Westbrook (16) | Chesapeake Energy Arena 18 203 | 3 - 2  |
| 6     | 5 novembre   | @ Chicago    | D 98-104  | Kevin Durant (33)      | Enes Kanter (8)        | Russell Westbrook (10) | United Center 21 861           | 3 - 3  |
| 7     | 8 novembre   | Phoenix      | V 124-103 | Kevin Durant (32)      | Kevin Durant (11)      | Russell Westbrook (13) | Chesapeake Energy Arena 18 203 | 4 - 3  |
| 8     | 10 novembre  | @ Washington | V 125-101 | Dion Waiters (25)      | Russell Westbrook (11) | Russell Westbrook (11) | Verizon Center 20 356          | 5 - 3  |
| 9     | 13 novembre  | Philadelphie | V 102-85  | Russell Westbrook (21) | Russell Westbrook (17) | Russell Westbrook (11) | Chesapeake Energy Arena 18 203 | 6 - 3  |
| 10    | 15 novembre  | Boston       | D 85-100  | Russell Westbrook (27) | Serge Ibaka (10)       | Russell Westbrook (5)  | Chesapeake Energy Arena 18 203 | 6 - 4  |
| 11    | 16 novembre  | @ Memphis    | D 114-122 | Russell Westbrook (40) | Serge Ibaka (9)        | Russell Westbrook (14) | FedExForum 17 270              | 6 - 5  |
| 12    | 18 novembre  | New Orleans  | V 110-103 | Russell Westbrook (43) | Enes Kanter (11)       | Russell Westbrook (8)  | Chesapeake Energy Arena 18 203 | 7 - 5  |
| 13    | 20 novembre  | New York     | D 90-93   | Russell Westbrook (34) | Enes Kanter (13)       | Russell Westbrook (7)  | Chesapeake Energy Arena 18 203 | 7 - 6  |
| 14    | 22 novembre  | Dallas       | V 117-114 | Russell Westbrook (31) | Serge Ibaka (9)        | Russell Westbrook (11) | Chesapeake Energy Arena 18 203 | 8 - 6  |
| 15    | 23 novembre  | @ Utah       | V 111-89  | Kevin Durant (27)      | Russell Westbrook (7)  | Russell Westbrook (9)  | EnergySolutions Arena 19 911   | 9 - 6  |
| 16    | 25 novembre  | Brooklyn     | V 110-99  | Kevin Durant (30)      | Enes Kanter (9)        | Russell Westbrook (13) | Chesapeake Energy Arena 18 203 | 10 - 6 |
| 17    | 27 novembre  | Detroit      | V 103-87  | Kevin Durant (34)      | Adams, Durant (13)     | Kevin Durant (5)       | Chesapeake Energy Arena 18 203 | 11 - 6 |
| 18    | 30 novembre  | @ Atlanta    | D 100-106 | Russell Westbrook (34) | Russell Westbrook (11) | Russell Westbrook (7)  | Philips Arena 17 768           | 11 - 7 |

| Match | Date match  | Équipe          | Score         | Meilleur marqueur      | Meilleur rebondeur     | Meilleur passeur       | Lieux Spectateurs              | Série   |
| ----- | ----------- | --------------- | ------------- | ---------------------- | ---------------------- | ---------------------- | ------------------------------ | ------- |
| 19    | 3 décembre  | @ Miami         | D 95-97       | Durant, Westbrook (25) | Durant, Roberson (9)   | Russell Westbrook (7)  | American Airlines Arena 17 768 | 11 - 8  |
| 20    | 6 décembre  | Sacramento      | V 98-95       | Kevin Durant (20)      | Steven Adams (12)      | Russell Westbrook (10) | Chesapeake Energy Arena 18 203 | 12 - 8  |
| 21    | 8 décembre  | @ Memphis       | V 125-88      | Kevin Durant (32)      | Kevin Durant (10)      | Russell Westbrook (16) | FedExForum 16 415              | 13 - 8  |
| 22    | 10 décembre | Atlanta         | V 107-94      | Kevin Durant (25)      | Kevin Durant (12)      | Durant, Westbrook (10) | Chesapeake Energy Arena 18 203 | 14 - 8  |
| 23    | 11 décembre | @ Utah          | V 94-90       | Russell Westbrook (24) | Durant, Ibaka (8)      | Russell Westbrook (7)  | EnergySolutions Arena 19 911   | 15 - 8  |
| 24    | 13 décembre | Utah            | V 104-98 (OT) | Kevin Durant (31)      | Russell Westbrook (11) | Kevin Durant (6)       | Chesapeake Energy Arena 18 203 | 16 - 8  |
| 25    | 16 décembre | Portland        | V 106-90      | Kevin Durant (24)      | Enes Kanter (13)       | Russell Westbrook (5)  | Chesapeake Energy Arena 18 203 | 17 - 8  |
| 26    | 17 décembre | @ Cleveland     | D 100-104     | Kevin Durant (27)      | Serge Ibaka (9)        | Russell Westbrook (10) | Quicken Loans Arena 20 562     | 17 - 9  |
| 27    | 19 décembre | L.A. Lakers     | V 118-78      | Kevin Durant (22)      | Enes Kanter (14)       | Russell Westbrook (11) | Chesapeake Energy Arena 18 203 | 18 - 9  |
| 28    | 21 décembre | @ L.A. Clippers | V 100-99      | Russell Westbrook (33) | Steven Adams (11)      | Durant, Westbrook (7)  | Staples Center 19 415          | 19 - 9  |
| 29    | 23 décembre | @ L.A. Lakers   | V 120-85      | Russell Westbrook (23) | Enes Kanter (10)       | Russell Westbrook (8)  | Staples Center 18 997          | 20 - 9  |
| 30    | 25 décembre | Chicago         | D 96-105      | Kevin Durant (29)      | Enes Kanter (11)       | Russell Westbrook (8)  | Chesapeake Energy Arena 18 203 | 20 - 10 |
| 31    | 27 décembre | Denver          | V 122-112     | Russell Westbrook (30) | Russell Westbrook (9)  | Russell Westbrook (12) | Chesapeake Energy Arena 18 203 | 21 - 10 |
| 32    | 29 décembre | Milwaukee       | V 131-123     | Russell Westbrook (27) | Enes Kanter (8)        | Kevin Durant (8)       | Chesapeake Energy Arena 18 203 | 22 - 10 |
| 33    | 31 décembre | Phoenix         | V 110-106     | Russell Westbrook (36) | Steven Adams (8)       | Russell Westbrook (12) | Chesapeake Energy Arena 18 203 | 23 - 10 |

| Match | Date match | Équipe        | Score          | Meilleur marqueur      | Meilleur rebondeur     | Meilleur passeur       | Lieux Spectateurs               | Série   |
| ----- | ---------- | ------------- | -------------- | ---------------------- | ---------------------- | ---------------------- | ------------------------------- | ------- |
| 34    | 2 janvier  | @ Charlotte   | V 109-90       | Kevin Durant (29)      | Kevin Durant (11)      | Russell Westbrook (7)  | Time Warner Cable Arena 19 387  | 24 - 10 |
| 35    | 4 janvier  | Sacramento    | D 104-116      | Serge Ibaka (25)       | Steven Adams (10)      | Russell Westbrook (15) | Chesapeake Energy Arena 18 203  | 24 - 11 |
| 36    | 6 janvier  | Memphis       | V 112-94       | Kevin Durant (26)      | Kevin Durant (17)      | Russell Westbrook (7)  | Chesapeake Energy Arena 18 203  | 25 - 11 |
| 37    | 8 janvier  | @ L.A. Lakers | V 117-113      | Russell Westbrook (36) | Russell Westbrook (12) | Russell Westbrook (7)  | Staples Center 18 997           | 26 - 11 |
| 38    | 10 janvier | @ Portland    | D 110-115      | Kevin Durant (28)      | Steven Adams (10)      | Russell Westbrook (15) | Moda Center 19 393              | 26 - 12 |
| 39    | 12 janvier | @ Minnesota   | V 111-96       | Kevin Durant (30)      | Serge Ibaka (8)        | Russell Westbrook (11) | Target Center 14 791            | 27 - 12 |
| 40    | 13 janvier | Dallas        | V 108-89       | Kevin Durant (29)      | Serge Ibaka (11)       | Russell Westbrook (8)  | Chesapeake Energy Arena 18 203  | 28 - 12 |
| 41    | 15 janvier | Minnesota     | V 113-93       | Kevin Durant (21)      | Russell Westbrook (11) | Russell Westbrook (10) | Chesapeake Energy Arena 18 203  | 29 - 12 |
| 42    | 17 janvier | Miami         | V 99-74        | Kevin Durant (24)      | Durant, Westbrook (10) | Russell Westbrook (15) | Chesapeake Energy Arena 18 203  | 30 - 12 |
| 43    | 19 janvier | @ Denver      | V 110-104      | Kevin Durant (30)      | Kevin Durant (12)      | Russell Westbrook (12) | Pepsi Center 12 844             | 31 - 12 |
| 44    | 20 janvier | Charlotte     | V 109-95       | Kevin Durant (26)      | Steven Adams (10)      | Russell Westbrook (15) | Chesapeake Energy Arena 18 203  | 32 - 12 |
| 45    | 22 janvier | @ Dallas      | V 109-106      | Kevin Durant (24)      | Nick Collison (11)     | Durant, Westbrook (7)  | American Airlines Center 20 284 | 33 - 12 |
| 46    | 24 janvier | @ Brooklyn    | D 106-116      | Kevin Durant (32)      | Russell Westbrook (11) | Durant, Westbrook (7)  | Barclays Center 16 019          | 33 - 13 |
| 47    | 26 janvier | @ New York    | V 128-122 (OT) | Kevin Durant (44)      | Serge Ibaka (17)       | Russell Westbrook (10) | Madison Square Garden 19 812    | 34 - 13 |
| 48    | 27 janvier | @ Minnesota   | V 126-123      | Kevin Durant (27)      | Enes Kanter (10)       | Russell Westbrook (15) | Target Center 13 337            | 35 - 13 |
| 49    | 29 janvier | Houston       | V 116-108      | Kevin Durant (33)      | Kevin Durant (12)      | Russell Westbrook (14) | Chesapeake Energy Arena 18 203  | 36 - 13 |

| Match               | Date match  | Équipe         | Score          | Meilleur marqueur      | Meilleur rebondeur     | Meilleur passeur       | Lieux Spectateurs                 | Série   |
| ------------------- | ----------- | -------------- | -------------- | ---------------------- | ---------------------- | ---------------------- | --------------------------------- | ------- |
| 50                  | 1er février | Washington     | V 114-98       | Kevin Durant (28)      | Russell Westbrook (13) | Russell Westbrook (11) | Chesapeake Energy Arena 18 203    | 37 - 13 |
| 51                  | 3 février   | Orlando        | V 117-114      | Kevin Durant (37)      | Russell Westbrook (19) | Russell Westbrook (14) | Chesapeake Energy Arena 18 203    | 38 - 13 |
| 52                  | 6 février   | @ Golden State | D 108-116      | Kevin Durant (40)      | Enes Kanter (15)       | Russell Westbrook (12) | Oracle Arena 19 596               | 38 - 14 |
| 53                  | 8 février   | @ Phoenix      | V 122-106      | Kevin Durant (32)      | Russell Westbrook (8)  | Russell Westbrook (8)  | Talking Stick Resort Arena 16 316 | 39 - 14 |
| 54                  | 11 février  | New Orleans    | V 121-95       | Durant, Westbrook (23) | Enes Kanter (12)       | Russell Westbrook (10) | Chesapeake Energy Arena 18 203    | 40 - 14 |
| All-Star Break 2016 |             |                |                |                        |                        |                        |                                   |         |
| 55                  | 19 février  | Indiana        | D 98-101       | Kevin Durant (31)      | Serge Ibaka (11)       | Russell Westbrook (18) | Chesapeake Energy Arena 18 203    | 40 - 15 |
| 56                  | 21 février  | Cleveland      | D 92-115       | Kevin Durant (26)      | Adams, Westbrook (9)   | Russell Westbrook (11) | Chesapeake Energy Arena 18 203    | 40 - 16 |
| 57                  | 24 février  | @ Dallas       | V 116-103      | Durant, Westbrook (24) | Enes Kanter (9)        | Russell Westbrook (13) | American Airlines Center 19 805   | 41 - 16 |
| 58                  | 25 février  | @ New Orleans  | D 119-123      | Russell Westbrook (44) | Kevin Durant (14)      | Russell Westbrook (9)  | Smoothie King Center 16 974       | 41 - 17 |
| 59                  | 27 février  | Golden State   | D 118-121 (OT) | Kevin Durant (37)      | Serge Ibaka (20)       | Russell Westbrook (13) | Chesapeake Energy Arena 18 203    | 41 - 18 |
| 60                  | 29 février  | @ Sacramento   | V 131-116      | Kevin Durant (27)      | Russell Westbrook (13) | Russell Westbrook (15) | Sleep Train Arena 17 317          | 42 - 18 |

| Match | Date match | Équipe          | Score     | Meilleur marqueur      | Meilleur rebondeur     | Meilleur passeur       | Lieux Spectateurs                | Série   |
| ----- | ---------- | --------------- | --------- | ---------------------- | ---------------------- | ---------------------- | -------------------------------- | ------- |
| 61    | 2 mars     | @ L.A. Clippers | D 98-103  | Kevin Durant (30)      | Durant, Ibaka (11)     | Russell Westbrook (12) | Staples Center 19 304            | 42 - 19 |
| 62    | 3 mars     | @ Golden State  | D 106-121 | Kevin Durant (32)      | André Roberson (11)    | Kevin Durant (9)       | Oracle Arena 19 596              | 42 - 20 |
| 63    | 6 mars     | @ Milwaukee     | V 104-96  | Kevin Durant (32)      | Enes Kanter (12)       | Russell Westbrook (11) | BMO Harris Bradley Center 16 565 | 43 - 20 |
| 64    | 9 mars     | L.A. Clippers   | V 120-108 | Kevin Durant (30)      | Kevin Durant (12)      | Russell Westbrook (20) | Chesapeake Energy Arena 18 203   | 44 - 20 |
| 65    | 11 mars    | Minnesota       | D 96-99   | Kevin Durant (28)      | Steven Adams (13)      | Russell Westbrook (8)  | Chesapeake Energy Arena 18 203   | 44 - 21 |
| 66    | 12 mars    | @ San Antonio   | D 85-93   | Kevin Durant (28)      | Serge Ibaka (12)       | Kevin Durant (8)       | AT&T Center 18 418               | 44 - 22 |
| 67    | 14 mars    | Portland        | V 128-94  | Enes Kanter (26)       | Russell Westbrook (10) | Russell Westbrook (16) | Chesapeake Energy Arena 18 203   | 45 - 22 |
| 68    | 16 mars    | @ Boston        | V 130-109 | Kevin Durant (28)      | Enes Kanter (12)       | Kevin Durant (9)       | TD Garden 18 624                 | 46 - 22 |
| 69    | 18 mars    | @ Philadelphie  | V 111-97  | Kevin Durant (26)      | Russell Westbrook (15) | Russell Westbrook (10) | Wells Fargo Center 20 388        | 47 - 22 |
| 70    | 19 mars    | @ Indiana       | V 115-111 | Kevin Durant (33)      | Kevin Durant (12)      | Russell Westbrook (11) | Bankers Life Fieldhouse 18 165   | 48 - 22 |
| 71    | 22 mars    | Houston         | V 111-107 | Kevin Durant (23)      | Russell Westbrook (13) | Russell Westbrook (15) | Chesapeake Energy Arena 18 203   | 49 - 22 |
| 72    | 24 mars    | Utah            | V 113-91  | Kevin Durant (20)      | Kevin Durant (8)       | Russell Westbrook (9)  | Chesapeake Energy Arena 18 203   | 50 - 22 |
| 73    | 26 mars    | San Antonio     | V 111-92  | Kevin Durant (31)      | Kevin Durant (10)      | Russell Westbrook (8)  | Chesapeake Energy Arena 18 203   | 51 - 22 |
| 74    | 28 mars    | @ Toronto       | V 119-100 | Kevin Durant (34)      | Russell Westbrook (11) | Russell Westbrook (12) | Centre Air Canada 19 800         | 52 - 22 |
| 75    | 29 mars    | @ Detroit       | D 82-88   | Russell Westbrook (24) | Enes Kanter (14)       | Russell Westbrook (6)  | Palace of Auburn Hills 18 201    | 52 - 23 |
| 76    | 31 mars    | L.A. Clippers   | V 119-117 | Kevin Durant (31)      | Serge Ibaka (9)        | Russell Westbrook (11) | Chesapeake Energy Arena 18 203   | 53 - 23 |

| Match | Date match | Équipe        | Score         | Meilleur marqueur | Meilleur rebondeur     | Meilleur passeur       | Lieux Spectateurs              | Série   |
| ----- | ---------- | ------------- | ------------- | ----------------- | ---------------------- | ---------------------- | ------------------------------ | ------- |
| 77    | 3 avril    | @ Houston     | D 110-118     | Kevin Durant (33) | Russell Westbrook (13) | Russell Westbrook (9)  | Toyota Center 18 462           | 53 - 24 |
| 78    | 5 avril    | @ Denver      | V 124-102     | Kevin Durant (26) | Russell Westbrook (14) | Russell Westbrook (12) | Pepsi Center 12 611            | 54 - 24 |
| 79    | 6 avril    | @ Portland    | D 115-120     | Enes Kanter (33)  | Enes Kanter (20)       | Cameron Payne (6)      | Moda Center 19 399             | 54 - 25 |
| 80    | 9 avril    | @ Sacramento  | D 112-114     | Kevin Durant (31) | Adams, Ibaka (8)       | Russell Westbrook (10) | Sleep Train Arena 17 317       | 54 - 26 |
| 81    | 11 avril   | L.A. Lakers   | V 112-79      | Kevin Durant (34) | Steven Adams (15)      | Russell Westbrook (14) | Chesapeake Energy Arena 18 203 | 55 - 26 |
| 82    | 12 avril   | @ San Antonio | D 98-102 (OT) | 4 joueurs (17)    | Enes Kanter (16)       | Cameron Payne (7)      | AT&T Center 18 765             | 55 - 27 |

## Playoffs
| Playoffs Total: 11-7 (Domicile : 6-3 ; Extérieur : 5-4) |

| Match | Date match | Équipe   | Score     | Meilleur marqueur      | Meilleur rebondeur     | Meilleur passeur       | Lieux Spectateurs               | Série |
| ----- | ---------- | -------- | --------- | ---------------------- | ---------------------- | ---------------------- | ------------------------------- | ----- |
| 1     | 16 avril   | Dallas   | V 108-70  | Russell Westbrook (24) | Enes Kanter (11)       | Russell Westbrook (11) | Chesapeake Energy Arena 18 203  | 1 - 0 |
| 2     | 18 avril   | Dallas   | D 84-85   | Kevin Durant (21)      | Russell Westbrook (14) | Russell Westbrook (6)  | Chesapeake Energy Arena 18 203  | 1 - 1 |
| 3     | 21 avril   | @ Dallas | V 131-102 | Kevin Durant (34)      | Enes Kanter (8)        | Russell Westbrook (15) | American Airlines Center 20 150 | 2 - 1 |
| 4     | 23 avril   | @ Dallas | V 119-108 | Enes Kanter (28)       | Adams, Roberson (8)    | Russell Westbrook (15) | American Airlines Center 20 516 | 3 - 1 |
| 5     | 25 avril   | Dallas   | V 118-104 | Russell Westbrook (36) | Russell Westbrook (12) | Russell Westbrook (9)  | Chesapeake Energy Arena 18 203  | 4 - 1 |

| Match | Date match | Équipe        | Score    | Meilleur marqueur      | Meilleur rebondeur | Meilleur passeur       | Lieux Spectateurs              | Série |
| ----- | ---------- | ------------- | -------- | ---------------------- | ------------------ | ---------------------- | ------------------------------ | ----- |
| 1     | 30 avril   | @ San Antonio | D 92-124 | Serge Ibaka (19)       | Serge Ibaka (10)   | Russell Westbrook (9)  | AT&T Center 18 418             | 0 - 1 |
| 2     | 2 mai      | @ San Antonio | V 98-97  | Russell Westbrook (29) | Steven Adams (17)  | Russell Westbrook (10) | AT&T Center 18 418             | 1 - 1 |
| 3     | 6 mai      | San Antonio   | D 96-100 | Russell Westbrook (31) | Steven Adams (11)  | Russell Westbrook (8)  | Chesapeake Energy Arena 18 203 | 1 - 2 |
| 4     | 8 mai      | San Antonio   | V 111-97 | Kevin Durant (41)      | Steven Adams (10)  | Russell Westbrook (15) | Chesapeake Energy Arena 18 203 | 2 - 2 |
| 5     | 10 mai     | @ San Antonio | V 95-91  | Russell Westbrook (35) | Enes Kanter (13)   | Russell Westbrook (9)  | AT&T Center 18 418             | 3 - 2 |
| 6     | 12 mai     | San Antonio   | V 113-99 | Kevin Durant (37)      | Steven Adams (11)  | Russell Westbrook (12) | Chesapeake Energy Arena 18 203 | 4 - 2 |

| Match | Date match | Équipe         | Score     | Meilleur marqueur      | Meilleur rebondeur  | Meilleur passeur       | Lieux Spectateurs              | Série |
| ----- | ---------- | -------------- | --------- | ---------------------- | ------------------- | ---------------------- | ------------------------------ | ----- |
| 1     | 16 mai     | @ Golden State | V 108-102 | Russell Westbrook (27) | Steven Adams (12)   | Russell Westbrook (12) | Oracle Arena 19 596            | 1 - 0 |
| 2     | 18 mai     | @ Golden State | D 91-118  | Kevin Durant (29)      | Steven Adams (10)   | Russell Westbrook (12) | Oracle Arena 19 596            | 1 - 1 |
| 3     | 22 mai     | Golden State   | V 133-105 | Kevin Durant (33)      | Enes Kanter (12)    | Russell Westbrook (12) | Chesapeake Energy Arena 18 203 | 2 - 1 |
| 4     | 24 mai     | Golden State   | V 118-94  | Russell Westbrook (36) | André Roberson (12) | Russell Westbrook (11) | Chesapeake Energy Arena 18 203 | 3 - 1 |
| 5     | 26 mai     | @ Golden State | D 111-120 | Kevin Durant (40)      | Steven Adams (10)   | Russell Westbrook (8)  | Oracle Arena 19 596            | 3 - 2 |
| 6     | 28 mai     | Golden State   | D 101-108 | Kevin Durant (29)      | 3 joueurs (9)       | Russell Westbrook (11) | Chesapeake Energy Arena 18 203 | 3 - 3 |
| 7     | 30 mai     | @ Golden State | D 88-96   | Kevin Durant (27)      | André Roberson (12) | Russell Westbrook (13) | Oracle Arena 19 596            | 3 - 4 |

## Confrontations
| Conférence Est      | Conférence Est                            | Conférence Est                            | Conférence Ouest                          | Conférence Ouest                            | Conférence Ouest                            | Conférence Ouest                            | Conférence Ouest                            |
| Division Atlantique | Division Atlantique                       | Division Atlantique                       | Division Nord-Ouest                       | Division Nord-Ouest                         | Division Nord-Ouest                         | Division Nord-Ouest                         | Division Nord-Ouest                         |
| Équipe              | Domicile                                  | Extérieur                                 | Équipe                                    | Domicile                                    | Domicile                                    | Extérieur                                   | Extérieur                                   |
| ------------------- | ----------------------------------------- | ----------------------------------------- | ----------------------------------------- | ------------------------------------------- | ------------------------------------------- | ------------------------------------------- | ------------------------------------------- |
| Boston              | 85-100                                    | 130-109                                   | Denver                                    | 117-93                                      | 122-112                                     | 110-104                                     | 124-102                                     |
| Brooklyn            | 110-99                                    | 106-116                                   | Minnesota                                 | 113-93                                      | 96-99                                       | 101-96                                      | 126-123                                     |
| New York            | 90-93                                     | 128-122 (OT)                              |                                           |                                             |                                             |                                             |                                             |
| Philadelphie        | 102-85                                    | 111-97                                    | Portland                                  | 106-90                                      | 128-94                                      | 110-115                                     | 115-120                                     |
| Toronto             | 98-103                                    | 119-100                                   | Utah                                      | 104-90 (OT)                                 | 113-91                                      | 111-89                                      | 94-90                                       |
|                     | 2–3                                       | 4–1                                       |                                           | 7–1                                         | 7–1                                         | 6–2                                         | 6–2                                         |
| Division            | 6–4                                       | 6–4                                       | Division                                  | 13–3                                        | 13–3                                        | 13–3                                        | 13–3                                        |
| Division Atlantique | Division Atlantique                       | Division Atlantique                       | Division Nord-Ouest                       | Division Nord-Ouest                         | Division Nord-Ouest                         | Division Nord-Ouest                         | Division Nord-Ouest                         |
| Équipe              | Domicile                                  | Extérieur                                 | Équipe                                    | Domicile                                    | Domicile                                    | Extérieur                                   | Extérieur                                   |
| Chicago             | 96-105                                    | 98-104                                    | Golden State                              | 118-121 (OT)                                |                                             | 108-116                                     | 106-121                                     |
| Cleveland           | 92-115                                    | 100-104                                   | L.A. Clippers                             | 120-108                                     | 119-117                                     | 100-99                                      | 98-103                                      |
| Detroit             | 103-87                                    | 82-88                                     | L.A. Lakers                               | 118-78                                      | 112-79                                      | 120-85                                      | 117-113                                     |
| Indiana             | 98-101                                    | 115-111                                   | Phoenix                                   | 124-103                                     | 110-106                                     | 122-106                                     |                                             |
| Milwaukee           | 131-123                                   | 104-96                                    | Sacramento                                | 98-95                                       | 104-116                                     | 131-116                                     | 112-114                                     |
|                     | 2–3                                       | 2–3                                       |                                           | 7–2                                         | 7–2                                         | 5–4                                         | 5–4                                         |
| Division            | 4–6                                       | 4–6                                       | Division                                  | 12–6                                        | 12–6                                        | 12–6                                        | 12–6                                        |
| Division Atlantique | Division Atlantique                       | Division Atlantique                       | Division Nord-Ouest                       | Division Nord-Ouest                         | Division Nord-Ouest                         | Division Nord-Ouest                         | Division Nord-Ouest                         |
| Équipe              | Domicile                                  | Extérieur                                 | Équipe                                    | Domicile                                    | Domicile                                    | Extérieur                                   | Extérieur                                   |
| Atlanta             | 107-94                                    | 100-106                                   | Dallas                                    | 117-114                                     | 108-89                                      | 109-106                                     | 116-103                                     |
| Charlotte           | 109-95                                    | 109-90                                    | Houston                                   | 116-108                                     | 111-107                                     | 105-110                                     | 110-118                                     |
| Miami               | 99-74                                     | 95-97                                     | Memphis                                   | 112-94                                      |                                             | 114-122                                     | 125-88                                      |
| Orlando             | 117-114                                   | 139-136 (2OT)                             | New Orleans                               | 110-103                                     | 121-95                                      | 119-123                                     |                                             |
| Washington          | 114-98                                    | 125-101                                   | San Antonio                               | 112-106                                     | 111-92                                      | 85-93                                       | 98-102 (OT)                                 |
|                     | 5–0                                       | 3–2                                       |                                           | 8–0                                         | 8–0                                         | 4–6                                         | 4–6                                         |
| Division            | 8–2                                       | 8–2                                       | Division                                  | 12–6                                        | 12–6                                        | 12–6                                        | 12–6                                        |
| Conférence          | 18–12 (Domicile : 9–6 Extérieur: 9-6)     | 18–12 (Domicile : 9–6 Extérieur: 9-6)     | Conférence                                | 37-15 (Domicile : 23–3 ; Extérieur : 14-12) | 37-15 (Domicile : 23–3 ; Extérieur : 14-12) | 37-15 (Domicile : 23–3 ; Extérieur : 14-12) | 37-15 (Domicile : 23–3 ; Extérieur : 14-12) |
| Total               | 55-27 (Domicile : 32–9; Extérieur: 23–18) | 55-27 (Domicile : 32–9; Extérieur: 23–18) | 55-27 (Domicile : 32–9; Extérieur: 23–18) | 55-27 (Domicile : 32–9; Extérieur: 23–18)   | 55-27 (Domicile : 32–9; Extérieur: 23–18)   | 55-27 (Domicile : 32–9; Extérieur: 23–18)   | 55-27 (Domicile : 32–9; Extérieur: 23–18)   |

## Effectif actuel
| Oklahoma City Thunder Effectif actuel |    |                                |                       |               |
| Entraîneur : Billy Donovan            |    |                                |                       |               |
| Pivot                                 | 12 | Drapeau de la Nouvelle-Zélande | Steven Adams          | Pittsburgh    |
| Meneur                                | 14 | Drapeau des États-Unis         | D. J. Augustin        | Texas         |
| Ailier fort, Pivot                    | 4  | Drapeau des États-Unis         | Nick Collison         | Kansas        |
| Ailier                                | 35 | Drapeau des États-Unis         | Kevin Durant (C)      | Texas         |
| Ailier                                | 34 | Drapeau des États-Unis         | Josh Huestis          | Stanford      |
| Ailier fort                           | 9  | Drapeau de l'Espagne           | Serge Ibaka (C)       | Espagne       |
| Pivot, Ailier fort                    | 11 | Drapeau de la Turquie          | Enes Kanter           | Stoneridge PS |
| Ailier fort                           | 33 | Drapeau des États-Unis         | Mitch McGary          | Michigan      |
| Arrière                               | 2  | Drapeau des États-Unis         | Anthony Morrow        | Georgia Tech  |
| Ailier fort                           | 6  | Drapeau des États-Unis         | Steve Novak           | Marquette     |
| Meneur                                | 22 | Drapeau des États-Unis         | Cameron Payne         | Murray State  |
| Arrière, Ailier                       | 21 | Drapeau des États-Unis         | André Roberson        | Colorado      |
| ailier                                | 5  | Drapeau des États-Unis         | Kyle Singler          | Duke          |
| Arrière                               | 3  | Drapeau des États-Unis         | Dion Waiters          | Syracuse      |
| Meneur                                | 0  | Drapeau des États-Unis         | Russell Westbrook (C) | UCLA          |
| (C) Capitaine (AL) - Blessé           |    |                                |                       |               |

## Contrats et salaires 2015-2016
| Joueur            | Poste      | Âge        | Exp        | Contrat                | Salaire 2015-2016 | Fin du contrat |
| ----------------- | ---------- | ---------- | ---------- | ---------------------- | ----------------- | -------------- |
| Joueurs actuels   |            |            |            |                        |                   |                |
| Steven Adams      | C          | 22         | 2          | 9 695 397 $ sur 4 ans  | 2 279 040 $       | 2017           |
| D. J. Augustin    | PG         | 28         | 7          | 6 000 000 $ sur 2 ans  | 3 000 000 $       | 2016           |
| Nick Collison     | PF         | 35         | 11         | 7 500 000 $ sur 2 ans  | 3 750 000 $       | 2017           |
| Kevin Durant      | SF         | 27         | 8          | 89 163 134 $ sur 5 ans | 20 158 622 $      | 2016           |
| Josh Huestis      | SF         | 23         | 0          | 2 331 720 $ sur 2 ans  | 1 140 240 $       | 2019           |
| Serge Ibaka       | PF         | 26         | 6          | 49 400 000 $ sur 4 ans | 12 250 000 $      | 2017           |
| Enes Kanter       | C          | 23         | 4          | 70 060 026 $ sur 4 ans | 16 407 500 $      | 2019           |
| Mitch McGary      | PF         | 23         | 1          | 4 389 120 $ sur 3 ans  | 1 463 040 $       | 2018           |
| Anthony Morrow    | SG         | 30         | 7          | 10 032 000 $ sur 3 ans | 3 344 000 $       | 2017           |
| Steve Novak       | SF         | 32         | 9          | 15 000 002 $ sur 4 ans | 3 750 000 $       | 2016           |
| Cameron Payne     | PG         | 21         | 0          | 4 134 000 $ sur 2 ans  | 2 021 520 $       | 2019           |
| André Roberson    | SG         | 23         | 2          | 5 295 312 $ sur 4 ans  | 1 210 800 $       | 2017           |
| Kyle Singler      | SF         | 27         | 3          | 19 347 826 $ sur 4 ans | 4 347 826 $       | 2020           |
| Dion Waiters      | SG         | 23         | 3          | 16 821 270 $ sur 4 ans | 5 138 430 $       | 2016           |
| Russell Westbrook | PG         | 27         | 7          | 78 595 310 $ sur 5 ans | 16 744 218 $      | 2017           |
| Joueurs coupés    |            |            |            |                        |                   |                |
|                   |            |            |            |                        |                   |                |
| Total             | Total      | Total      | Total      | Total                  | 97 005 236 $      | Différence     |
| Salary Cap        | Salary Cap | Salary Cap | Salary Cap | Salary Cap             | 70 000 000 $      | - 27 005 236 $ |
| Luxury Tax        | Luxury Tax | Luxury Tax | Luxury Tax | Luxury Tax             | 84 700 000 $      | - 12 305 236 $ |

- 2016 = Joueur agent libre en fin de saison.

## Transferts

### Échanges
| Juin            | Juin                                                                                       | Juin                                                                                 | Juin                   |
| --------------- | ------------------------------------------------------------------------------------------ | ------------------------------------------------------------------------------------ | ---------------------- |
| 25 juin 2015    | Échange à deux équipes                                                                     | Échange à deux équipes                                                               | Échange à deux équipes |
| 25 juin 2015    | Vers Thunder d'Oklahoma City - Luke Ridnour                                                | Vers Hornets de Charlotte - Jeremy Lamb - Second tour de draft 2016                  | [ 2 ]                  |
| 30 juin 2015    | Échange à deux équipes                                                                     | Échange à deux équipes                                                               | Échange à deux équipes |
| 30 juin 2015    | Vers Thunder d'Oklahoma City - Droits sur Tomislav Zubčić                                  | Vers Raptors de Toronto - Luke Ridnour                                               | [ 3 ]                  |
| 14 juillet 2015 | Échange à deux équipes                                                                     | Échange à deux équipes                                                               | Échange à deux équipes |
| 14 juillet 2015 | Vers Celtics de Boston - Perry Jones - Second tour de draft 2019 - Compensation financière | Vers Thunder d'Oklahoma City - Second tour de draft 2018 (protégé) - Trade exception | [ 4 ]                  |

### Joueurs qui re-signent
| Date       | Joueur       | Contrat                                                                      | Référence |
| ---------- | ------------ | ---------------------------------------------------------------------------- | --------- |
| 9 juillet  | Kyle Singler | Contrat de 19 350 000 $ sur 4 ans (Option d’équipe pour la saison 2019-2020) | [ 5 ]     |
| 13 juillet | Enes Kanter  | Contrat de 70 000 000 $ sur 4 ans (Option joueur pour la saison 2018-2019)   | [ 6 ]     |

### Arrivées

#### Via draft
| Date       | Joueur        | Draft                          | Contrat                                                                         | Provenance                      | Référence |
| ---------- | ------------- | ------------------------------ | ------------------------------------------------------------------------------- | ------------------------------- | --------- |
| 10 juillet | Cameron Payne | Draft 2015, Tour 1, choix n°14 | Contrat de 4 130 000 $ sur 2 ans (Option d’équipe pour les saisons 2017 à 2019) | Racers de Murray State          | [ 7 ]     |
| 30 juillet | Josh Huestis  | Draft 2014, Tour 1, choix n°29 | Contrat de 2 330 000 $ sur 2 ans (Option d’équipe pour la saison 2019-2020)     | Blue d'Oklahoma City (D-League) | [ 8 ]     |

#### Via agent libre
Aucune arrivée

#### Via Trade
| Date    | Joueur                                                      | Provenance           |
| ------- | ----------------------------------------------------------- | -------------------- |
| 25 juin | Luke Ridnour                                                | Hornets de Charlotte |
| 30 juin | Droits sur Tomislav Zubčić (Draft 2012, Tour 2, choix n°56) | Raptors de Toronto   |

### Départs

#### Via agent libre
Aucun départ

#### Via Trade
| Date       | Joueur       | Vers                 |
| ---------- | ------------ | -------------------- |
| 25 juin    | Jeremy Lamb  | Hornets de Charlotte |
| 30 juin    | Luke Ridnour | Raptors de Toronto   |
| 14 juillet | Perry Jones  | Celtics de Boston    |

#### Via Waived
| Date       | Joueur             | Commentaire                                              |
| ---------- | ------------------ | -------------------------------------------------------- |
| 22 octobre | Michael Qualls     | Non retenu dans l'équipe après les camps d’entraînements |
| 22 octobre | Julyan Stone       | Non retenu dans l'équipe après les camps d’entraînements |
| 22 octobre | Dez Wells          | Non retenu dans l'équipe après les camps d’entraînements |
| 22 octobre | Talib Zanna        | Non retenu dans l'équipe après les camps d’entraînements |
| 24 octobre | Michael Cobbins    | Non retenu dans l'équipe après les camps d’entraînements |
| 24 octobre | Mustapha Farrakhan | Non retenu dans l'équipe après les camps d’entraînements |

## Récompenses
| Date        | Joueur                         | récompense                                           | Référence |
| ----------- | ------------------------------ | ---------------------------------------------------- | --------- |
| 30 novembre | Kevin Durant                   | Joueur de la semaine dans la conférence Ouest        | [ 9 ]     |
| 14 décembre | Kevin Durant                   | Joueur de la semaine dans la conférence Ouest        | [ 10 ]    |
| 28 décembre | Russell Westbrook              | Joueur de la semaine dans la conférence Ouest        | [ 11 ]    |
| 4 janvier   | Kevin Durant Russell Westbrook | Joueurs du mois de décembre dans la conférence Ouest | [ 12 ]    |
| 19 janvier  | Kevin Durant                   | Joueur de la semaine dans la conférence Ouest        | [ 13 ]    |
| 1er février | Kevin Durant                   | Joueur de la semaine dans la conférence Ouest        | [ 14 ]    |
| 2 février   | Kevin Durant                   | Joueur du mois de janvier dans la conférence Ouest   | [ 15 ]    |